# غزو هانوفر (1756)
غزو هانوفر هو غزو عسكري شنه الجيش الفرنسي بقيادة لويس شارلز لوتيليير عام 1757 خلال حرب السنوات السبع، استطاع الجيش الفرنسي احتلال أغلب أراضي هانوفر ومجبرا جيشها إلى التراجع إلى مدينة شتاده المطلة على بحر الشمال، الأمر الذي أدى إلى توقيع اتفاقية كلوسترتسيفن والتي انهت مشاركة إمارة هانوفر في الحرب الدائرة في أوروبا.
إلا أن ملك بريطانيا جورج الثاني بعتباره حاكما لإمارة هانوفر تنصل من الاتفاقية بضغط من وزراءه وعاد جيش الإمارة إلى الحرب واستطاع بالتعاون مع الحلفاء طرد القوات الفرنسية من هانوفر.

## الخلفية التاريخية
بعد اندلاع الاشتباكات عام 1754 بين البريطانيين والفرنسين في أمريكيا الشمالية رأت القيادة الفرنسية أن مصير كندا سينتهى بحتلالها على يد البريطانيين إذا طال آمد الحرب نظرا لقلة عدد السكان ولكون الموارد والقوات محدودة هناك، ولهذا السبب قرر الفرنسيون محاولة الحصول على شيء مساوي في القارة الأوروبية لمبادلته بكندا على طاولة المفاوضات.
وقد كانت إمارة هانوفر منذ عام 1714 هي ومملكة بريطانيا في اتحاد شخصي، إذا يحكمها حاكم واحد،
وأعتقد الفرنسيون بأنهم يستطيعون الضغط على ملك بريطانيا جورج الثاني عن طريق احتلال هانوفر، وكانت بريطانيا تنوي استئجار 50 ألف جندي روسي للدفاع عن هانوفر لكن لاحقا بدلت خططها للتحالف مع مملكة بروسيا وتأسيس جيش في هانوفر مؤلف من جنود من هانوفر وهسن كاسل وبراونشفايغ تدفع الحكومة البريطانية رواتبهم وقد كلف عدد من الضباط البريطانيين بقيادة جيش هانوفر الذي وضع تحت قيادة وليام دوق كمبرلاند ابن الملك جورج الثاني.

## الغزو
في بداية يونيو 1757 بدأ الجيش الفرنسي تقدمة باتجاه هانوفر بعد أن تبين عدم التوصل لاتفاق سلام مع البريطانيين، وقد حقق الفرسيين انتصارات على جيش هانوفر الذي تراجع شمالا إلى شتاده

## هوامش
1. ↑  Dull p.40-41
2. ↑  Middleton p.11